# Hannah Larson
Pour les articles homonymes, voir Larson.
Hannah K. Larson, est une mathématicienne américaine spécialiste de la géométrie algébrique. Elle est l'une des trois lauréates en 2024 du prix Maryam Mirzakhani New Frontiers, associé au Breakthrough Prize in Mathematics.

## Biographie
Hannah Larson fait ses études secondaires à Eugene dans l'État de l'Oregon au South Eugene High School (en) et suit également des cours à l'université de l'Oregon. En 2013, elle reçoit une bourse de 50 000 dollars US du Davidson Institute (en). Elle entre à l'université Harvard en 2013 et ressort diplômée d'un Bachelor of Arts en mathématiques en 2017. Elle soutient sa thèse de doctorat en 2022 sous la direction de Ravi Vakil à l'université Stanford. En juillet 2022, elle reçoit une bourse d'études de l'Institut de mathématiques Clay. Ses recherches portent notamment sur la théorie de l'intersection. Elle est professeure adjointe à l'université de Californie à Berkeley depuis 2023.
Elle reçoit le prix Maryam Mirzakhani New Frontiers 2024 pour ses travaux sur la théorie de Brill-Noether et sur l'espace de modules des courbes. Les deux autres lauréates sont Laura Monk et Mayuko Yamashita.

## Récompenses et distinctions
- 2024 : Prix Maryam Mirzakhani New Frontiers[5]
- 2017 : Prix Schafer de l'Association for Women in Mathematics[6]